# Awake (album Godsmacka)
Awake – drugi album studyjny amerykańskiego zespołu Godsmack wydany 31 października 2000 roku nakładem Universal Records i Republic Records. Został zrealizowany w studiu River’s Edge Productions w Haverhill w stanie Massachusetts w technologii Enhanced CD – zawiera teksty utworów, a także wywiady i fotografie. Na Awake znalazł się utwór „Goin’ Down”, który pierwotnie ukazał się na All Wound Up, wydanym w 1997 roku faktycznie pierwszym albumie studyjnym zespołu, a następnie wypadł z tracklisty zrealizowanej pod skrzydłami dużej komercyjnej wytwórni, wysokonakładowej, zremasterowanej wersji  All Wound Up, wydanej w 1998 roku. Awake jest ostatnim albumem Godsmacka nagranym z udziałem oryginalnego perkusisty zespołu, Tommy’ego Stewarta.
Pierwszym singlem promującym album był utwór tytułowy, który ukazał się przed wydaniem albumu. Utwór ten przez trzy lata po wydaniu albumu był używany jako tło muzyczne w  telewizyjnych reklamach rekrutacyjnych Marynarki Wojennej Stanów Zjednoczonych. Następnie przez kolejne trzy lata w tym samym charakterze wykorzystywany był otwierający Awake utwór „Sick of Life”. Utwór „Goin’ Down” wykorzystano z kolei w ścieżce dźwiękowej filmu Mission: Impossible II. Oprócz „Awake” wydawnictwo promowały jeszcze dwa single: „Bad Magick” (wydany w lutym 2001 roku) i „Greed” (wydany w maju 2001 roku).
Awake w pierwszym tygodniu od premiery sprzedał się w liczbie 260 000 egzemplarzy i zadebiutował na 5. miejscu amerykańskiej listy przebojów Billboard 200. 18 grudnia 2000 roku uzyskał w Kanadzie platynowy certyfikat, z kolei 8 marca 2002 roku w Stanach Zjednoczonych uhonorowano go podwójnym platynowym certyfikatem.

## Odbiór
Recenzenci nie byli zbyt przychylni Awake. Christina Fuoco z serwisu AllMusic dała albumowi 3 gwiazdki na 5 możliwych podkreślając, że „nie dorównuje on poprzednikowi” oraz wyróżniając trzy pierwsze utwory, które, jej zdaniem, „łączą się jednogłośnie w wir mocnych, gitarowych riffów Tony’ego Romboli” i które są „głębszymi fragmentami wybijającymi się ponad inne utwory”. Greg Kot z magazynu Rolling Stone ocenił wydawnictwo na 2 gwiazdki na 5 i nazwał je „zbiorem muskularnych, hardrockowych klisz oraz nieubłaganie przygnębiających, typowych dla tej konwencji tekstów. Wokalista Sully Erna oświadcza, że ma „dość swojego życia” i „wszystko, co czuje, to nienawiść” głosem stworzonym do growlu, ale jego narracji brakuje przerażającej specyfiki prawdziwego przypadku psychicznego, takiego jak Jonathan Davis z Korn.”. Z kolei Will Hermes z magazynu Entertainment Weekly przyznał albumowi ocenę C-, określając go jako „niezdarny heavy metal” i „mieszanka riffowej młócki z przemysłową pneumatyką”.
W 2001 roku Awake zdobył nagrodę w kategorii Album of the Year na gali Boston Music Awards. Z albumem jest też związana pierwsza w karierze zespołu nominacja do nagrody Grammy – została ona przyznana w 2001 roku w kategorii Best Rock Instrumental Performance za „Vampires”, pochodzący z Awake instrumentalny utwór zawierający dialog z programu telewizyjnego Mysterious Forces Beyond.

## Lista utworów
Opracowano na podstawie materiału źródłowego.
| Nr  | Tytuł utworu   | Autorzy                                  | Długość |
| --- | -------------- | ---------------------------------------- | ------- |
| 1.  | „Sick of Life” | Sully Erna                               | 3:52    |
| 2.  | „Awake”        | Sully Erna                               | 5:04    |
| 3.  | „Greed”        | Sully Erna                               | 3:31    |
| 4.  | „Bad Magick”   | Sully Erna                               | 4:19    |
| 5.  | „Goin’ Down”   | Sully Erna, Tony Rombola, Robbie Merrill | 3:22    |
| 6.  | „Mistakes”     | Sully Erna, Tony Rombola                 | 5:58    |
| 7.  | „Trippin’”     | Sully Erna, Tony Rombola                 | 4:58    |
| 8.  | „Forgive Me”   | Sully Erna                               | 4:19    |
| 9.  | „Vampires”     | Sully Erna, Robbie Merrill               | 3:45    |
| 10. | „The Journey”  | Sully Erna, Tony Rombola                 | 0:49    |
| 11. | „Spiral”       | Sully Erna, Tony Rombola                 | 5:34    |
|     |                |                                          | 45:31   |

| Utwory dodatkowe – wydanie japońskie z 2001 roku | Utwory dodatkowe – wydanie japońskie z 2001 roku | Utwory dodatkowe – wydanie japońskie z 2001 roku |
| Nr                                               | Tytuł utworu                                     | Długość                                          |
| ------------------------------------------------ | ------------------------------------------------ | ------------------------------------------------ |
| 1.                                               | „Why”                                            | 5:04                                             |
| 2.                                               | „Sweet Leaf”                                     | 3:23                                             |

## Twórcy
Opracowano na podstawie materiału źródłowego.
Zespół Godsmack w składzie
- Sully Erna – wokale
- Tony Rombola – gitara, wokale
- Robbie Merrill – gitara basowa, wokale
- Tommy Stewart(inne języki) – perkusja, wokale

Dodatkowi muzycy
- Katrina Chester – wokale w utworze 11.

Produkcja
- Sully Erna – produkcja muzyczna, inne (stuff)
- Andrew „Mudrock” Murdock(inne języki) – produkcja muzyczna, miksowanie (utwory od 1. do 3., od 5. do 8., 10., 11.), nagrywanie (utwory od 1. do 8., 10., 11.)
- Jay Baumgardner(inne języki) – miksowanie (utwory od 4. do 6., 9.)
- Cameron Webb – nagrywanie (utwór 9.)
- Nate Dube – nagrywanie (dodatkowa inżynieria)
- Ted Jensen – mastering
- Clay Patrick McBride – fotografie
- Ian Barrett – fotografie; technika filmowa (dodatkowa kamera i materiały filmowe live w zawartości Enhanced CD), operowanie kamerą
- Krissy Sulem – technika filmowa (dodatkowa kamera i materiały filmowe live w zawartości Enhanced CD), operowanie kamerą
- Cousin Mike – reżyseria zawartości Enhanced CD
- Bau-Da Design Lab LA – projekt graficzny

## Notowania na listach przebojów
| Lista (2000–2001)                              | Pozycja |
| ---------------------------------------------- | ------- |
| Austria (Ö3 Austria Top 40)                    | 26      |
| Kanada (Billboard Canadian Albums (Billboard)) | 9       |
| Niemcy (Offizielle Top 100)                    | 59      |
| Nowa Zelandia (Recorded Music NZ)              | 38      |
| Stany Zjednoczone (Billboard 200 (Billboard))  | 5       |

| Lista (2000)               | Pozycja |
| -------------------------- | ------- |
| Kanada (Nielsen SoundScan) | 198     |

| Lista (2001)                                  | Pozycja |
| --------------------------------------------- | ------- |
| Stany Zjednoczone (Billboard 200 (Billboard)) | 55      |

## Certyfikaty
| Region                   | Certyfikat |
| ------------------------ | ---------- |
| Kanada (Music Canada)    | platyna    |
| Stany Zjednoczone (RIAA) | 2x platyna |